# Hunnselva
Hunnselva eller Hunnselven er en flod, som løber fra udløbet af Einafjorden ved byen Eina i Vestre Toten kommune, nordover forbi Reinsvoll, Raufoss og Hunndalen før den løber ud i Mjøsa ved Gjøvik. I Gjøvik deler floden byens centrum mellem de to bydele Nordbyen og Sørbyen.
Tidligere var navnet Hunn, som sandsynligvis kommer fra et angelsaksisk ord som betyder "jagt/bytte" (Húð) og som senere gav navn til gården Hunn i Vardal. Bebyggelsen Hunndalen i den sydlige del af Gjøvik kommune har også sit ophav i dette flodnavn.
Hunnselven deler Toten i et område med kalkrige mineraler øst for floden og mindre kalkrige bjergarter på vestsiden. Det er mest landbrug på østsiden af floden.
60°47′42.5″N 10°42′7″Ø / 60.795139°N 10.70194°Ø